# Хошимова, Зироатхон Махмудовна
Зироат Махмудовна Мирзиёева (также Зироат Хошимова) (узб. Ziroat Mahmudovna Mirziyoyeva; род. Коканд, Ферганская область, Узбекская ССР) — общественный деятель, инженер-экономист, супруга действующего президента Узбекистана Шавката Мирзиёева. Первая леди Узбекистана с 2016 года.

## Биография

### Ранние годы и образование
Зироат Мирзиёева родилась 4 декабря 1964 года в городе Коканд Ферганской области, во влиятельной и религиозной семье. Её отец возглавлял отдел снабжения Среднеазиатской железной дороги, в который входили «Дорресторан» и подвижные вагоны-рестораны. Благодаря доступу к дефицитным товарам Махмуджон Хошимов был очень влиятельным и обеспеченным человеком в Ферганской долине. По некоторым сведениям, он владел 10 вагонами-рефрижераторами, которыми отправляли фрукты и овощи из Узбекской ССР в другие союзные республики СССР и обратно везли промышленные товары.
Зироат поступила в Ташкентский институт ирригации и мелиорации, где познакомилась с сотрудником вуза и его комсоргом Шавкатом Мирзиёевым. Её семья сперва противилась их отношениям, но в итоге одобрила брак. Ещё в студенческие годы у Зироат Хошимовой родилась дочь Саида. В 1986 г. окончила Ташкентский институт ирригации и мелиорации (ныне Национальный исследовательский университет «Ташкентский институт инженеров ирригации и механизации сельского хозяйства») по специальности инженер-экономист. Владеет узбекским, русским и английским языками. Защитила диссертацию на тему «Оценка влияния повышения роли женщин в государственном управлении и социально-экономической жизни на устойчивое развитие села». Получила ученую степень доктора философии (PhD) по экономическим наукам.

### Общественная и политическая деятельность
Шавкат Мирзиёев в 1990 году стал депутатом XII созыва Верховного Совета Узбекской ССР, затем был хокимом одного из районов Ташкента, членом двух созывов Олий Мажлиса, 3-м хокимом Джизакской области, 4-м хокимом Самаркандской области. После чего в 2003 году был назначен премьер-министром Узбекистана и сохранял этот пост вплоть до 2016 года.
Во время правления Ислама Каримова Зироатхон Хашимова, как и остальные члены семьи, вела закрытый образ жизни и не участвовала в официальных мероприятиях, опасаясь возможного преследования со стороны президента. Первое упоминание о Зироатхон Хошимовой появилось в официальной биографии Шавката Мирзиёева только в ноябре 2016 года, когда после смерти Каримова он стал кандидатом в президенты.
В дальнейшем как супруга президента она стало регулярно появляться на публике и сопровождать Шавката Мирзиёева в международных поездках. По данным «Радио Озодлик», Хошимова влияет на назначения в правительстве Узбекистана, в особенности сильно её влияние на Министерство здравоохранения и фармацевтический сектор.
С 2020 года является председателем Попечительского совета Международного общественного фонда «Zamin», который реализует ряд благотворительных проектов по вопросам социальной защиты уязвимых слоёв населения, развития здравоохранения и образования, путем создания доступной и инклюзивной среды в Узбекистане. Приоритетным направлением деятельности Фонда является – охрана окружающей среды. Реализуются проекты по таким вопросам, как озеленение, автоматизация мониторинга качества воздуха, рациональное использование природных ресурсов, развитие экологического образования у молодежи и доступ к чистой питьевой воде в отдаленных регионах. Проводит ряд мероприятий как на национальном, так и на международном уровнях для привлечения большего внимания к актуальным вопросам в социальной и экологической сферах. Первым проектом фонда стало оказание материальной помощи 5 тысячам женщин на сумму 5 млрд сумов.

## Семья
У Зироат Хошимовой трое детей и шестеро внуков. Дочь Саида Мирзиёева (1984 г. р.) с августа 2023 является помощником президента и таким образом занимает второй по значимости пост в Узбекистане; дочь Шахноза Мирзиёева — первый заместитель директора Национального агентства социального обеспечения; сын Миралишер (2009 г. р.). 
Зятья Хошимовой — Ойбек Турсунов и Отабек Умаров — крупные предприниматели, значительно разбогатевшие после того, как породнились с семьёй Мирзиёевых.
У Зироат Хошимовой есть сестра Сайёра Хошимова и брат Мухаммад Хошимов, ставший в правление Шавката Мирзиёева совладельцем ряда крупных промышленных предприятий. Дочь Сайёры — Диора (Диёра) была замужем за племянником миллиардера Алишера Усманова Бабуром Усмановым. Через несколько лет после его гибели в ДТП в 2013 году Диора вышла замуж за одного из богатейших людей Узбекистана Батыра Рахимова.

## Комментарии
1. ↑  Зироатхон Хошимова при вступлении в брак оставила фамилию отца. Однако в узбекских СМИ часто упоминается с фамилией мужа — Мирзиёева.